# Dünwald
Dünwald település Németországban, azon belül Türingiában. Lakosainak száma 2265 fő (2022. december 31.).

## Népesség
A település népességének változása:
| Lakosok száma | 2349 | 2229 | 2205 | 2257 | 2265 |
|               | 2014 | 2017 | 2019 | 2021 | 2022 |